# جوان لیند
جوان لیند (انگلیسی: Joan Lind; ۲۶ سپتامبر ۱۹۵۲ – ۲۸ اوت ۲۰۱۵) قایقران روئینگ اهل ایالات متحده آمریکا بود.